# Balveren, Şırnak
Balveren là một thị trấn thuộc thành phố Şırnak, tỉnh Şırnak, Thổ Nhĩ Kỳ. Dân số thời điểm năm 2011 là 3.135 người.